# سسنا ای‌تی-۱۷ بوبکت
سسنا ای‌تی-۱۷ بوبکت (به انگلیسی: Cessna AT-17 Bobcat) یک هواگرد ساختِ کارخانهٔ سسنا در کشور ایالات متحده آمریکا است . نخستین استفاده‌کنندهٔ این هواپیما United States Army Air Forces بوده‌است. این هواگرد برای نخستین بار در ۱۹۳۹ میلادی مورد استفاده قرار گرفت.